# Путята, Николай Васильевич
Николай Васильевич Путята (22 июля (3 августа) 1802—29 октября (10 ноября) 1877) — действительный статский советник, мемуарист и историк-любитель.

## Биография
Происходил из дворян Смоленской губернии Путяты: сын действительного статского советника генерал-кригс-комиссара Василия Ивановича Путяты от брака с Екатериной Ивановной (урождённой Яфимович).
Первоначальное воспитание получил в доме Ивана Александровича Пашкова (ум. 1828). С марта 1819 года учился в школе колонновожатых, откуда был выпущен прапорщиком квартимейстерской части 12 марта 1820 года. Через три года, 24 ноября 1823 года был переведён в лейб-гвардии Конно-Егерский полк, адъютантом к генерал-губернатору Финляндии и командиру Финляндского корпуса А. А. Закревскому.

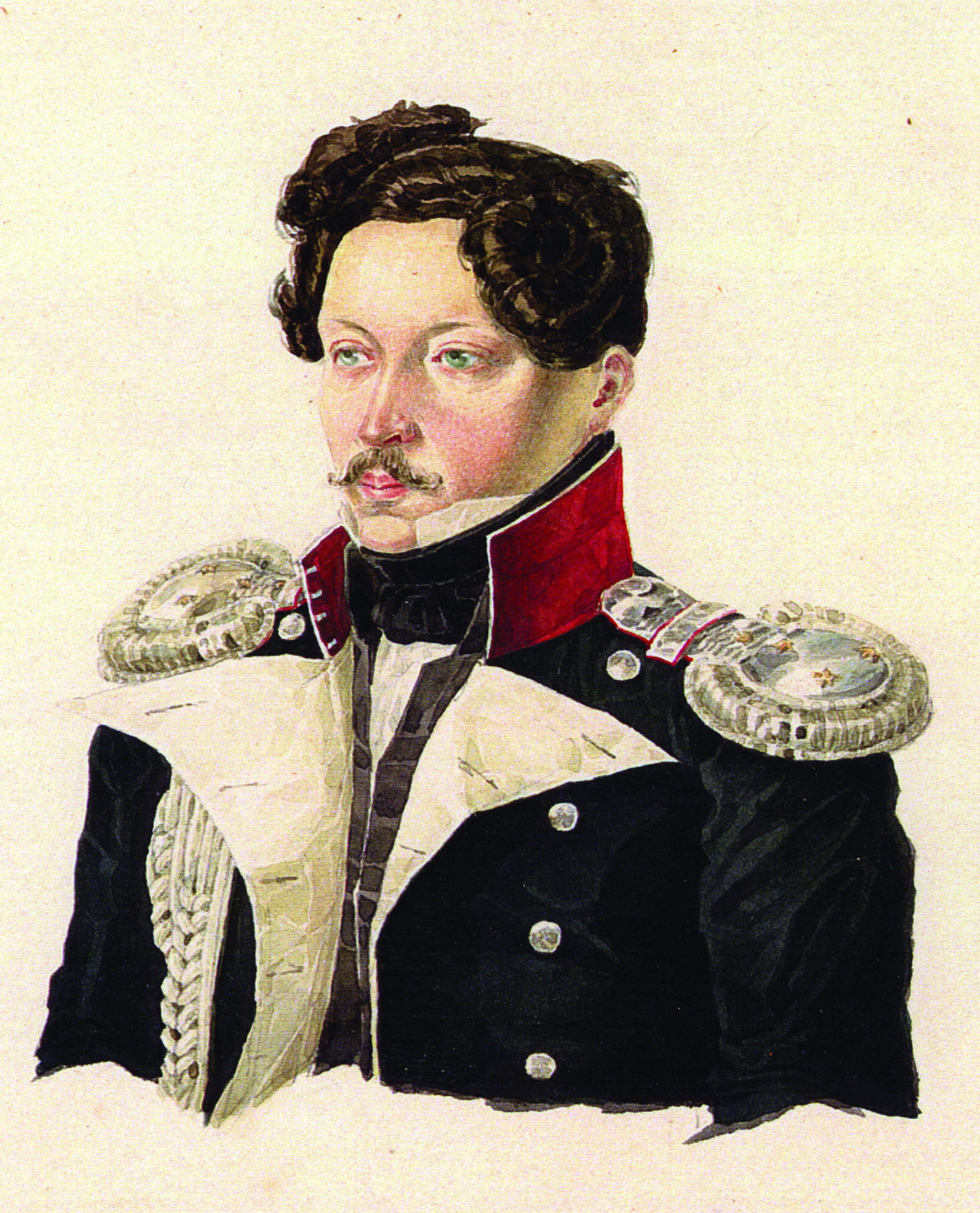
Портрет Н. В. Путяты (1831)

По предположительному показанию декабриста Е. П. Оболенского, был принят в члены тайного общества, вследствие чего 13 июля 1826 года Путяту «высочайше повелено отдать под секретный надзор и ежемесячно доносить о поведении. Об оном к исполнению сообщено генерал-адъютанту Закревскому»; 26 февраля 1826 года он был переведён в лейб-гвардии Уланский полк, с оставлением адъютантом Закревского; 8 ноября 1828 года произведён в штабс-ротмистры. Присутствовал при казни декабристов.

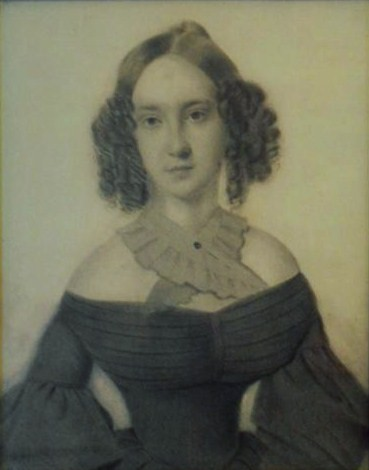
Софья Львовна, жена

Во время русско-турецкой войны 1828—1829 гг. принял участие в походе, будучи прикомандирован 24 апреля 1829 года к генерал-квартирмейстеру Главного штаба 2-й армии генерал-майору Д. П. Бутурлину, находился в Главной квартире армии под Шумлою, затем в отряде генерал-майора К. Л. Монтрезора при занятии местечка Руссо-Кастро, а потом был прикомандирован к начальнику 2-го пехотного корпуса генерал-адъютанту графу П. П. Палену; за участие в походах был награждён орденами Св. Анны 3-й степени с бантом и Св. Станислава 4-й степени.
В 1830 году он состоял при А. А. Закревском во время его поездки по России для принятия мер против холеры, за что получил орден Св. Владимира 4-й степени. 29 мая 1831 года был прекращён секретный надзор, а 11 декабря 1831 года он вышел в отставку штабс-ротмистром. Выйдя в отставку, поступил в статс-секретариат финляндских дел — помощником начальника паспортной экспедиции, с 28 марта 1833 года — вторым экспедиционным секретарем канцелярии, с 10 июля 1839 года — старшим экспедиционным секретарём; 15 апреля 1845 года был произведён в действительные статские советники.
Вышел в отставку в ноябре 1851 года. Жил в Москве, где и скончался 29 октября (10 ноября) 1877 года; был похоронен в Новодевичьем монастыре (могила не сохранилась).

## Брак и дети
Жена (с 8 ноября 1837 года) — Софья Львовна Энгельгардт (1807 или 1811 — 1884), дочь генерала Л. Н. Энгельгардта, в 1833 году унаследовала родительское имение Мураново и владения в Тульской губернии (с-цо Малое Скуратово, Чернского уезда). Венчались в Москве в Веденской церкви на Лубянке. 
Их дочери:
- Анастасия (10.11.1838[12]—1848)[13]; крещена 25 сентября 1838 года в церкви Двенадцати апостолов при Почтовом департаменте при восприемстве Д. В. Путяты и А. Г. Пашковой,
- Ольга (1840—1920); замужем за Иваном Фёдоровичем Тютчевым, сыном поэта
- Екатерина (1841—1858).

## Литературная деятельность
Ещё в первой половине 1820-х годов Путята принимал активное участие в московском литературном кружке С. Е. Раича. В Гельсингфорсе он подружился с Е. А. Баратынским, а через него, в 1826 году — с А. С. Пушкиным. Во время жизни в Петербурге был близок с П. А. Вяземским, П. А. Плетнёвым, В. А. Жуковским, В. Ф. Одоевским, В. А. Соллогубом, Я. К. Гротом. В 1850-х годах близко общался с соседями по имению в Мураново, Аксаковыми.
В 1866 году временно был председателем Общества любителей российской словесности.
Постоянно сотрудничал с «Русским архивом»; оставил описание казни декабристов. Среди его работ:
- «Обозрение жизни и царствования Императора Александра I» // Бартенев П. И. «Девятнадцатый век». Т. I.
- «Краткое биографическое воспоминание о графе А. А. Закревском» («Русский Архив», 1865)
- «Казнь декабристов» («Русский Архив», 1881, II т.)
- «О стихотворении Баратынского «Леда» («Русский Архив», 1864)
- «Заметка о кончине Грибоедова» («Русский Архив», 1871)
- «Андрей Николаевич Муравьев» («Русский Архив», 1883, II т.)
- «Князь В. Ф. Одоевский» («Русский Архив», 1874, I т.)
- «О графине Е. П. Растопчиной» («Русский Архив», 1865)
- «Случай из цензурной практики» («Чтения в обществе любителей российской словесности», 1871, вып. III)
- «Несколько слов о литературной деятельности Федора Николаевича Глинки» («Чтения в обществе любителей российской словесности», 1867, вып. I)
- «Карамзин, первый русский литератор» («Чтения в обществе любителей российской словесности»)
- «Сейм в Борго» («Русский Вестник», 1860)
- «Муравьевская школа колонновожатых» («Современник», 1852 и отдельно)
- «Генерал-майор Н. Н. Муравьёв» (СПб.: тип. Э. Праца, 1852)

Им были подготовлены и напечатаны «Записки Льва Николаевича Энгельгардта» (Москва: тип. Каткова и К°, 1860; «Русский архив», 1867; «Русский архив», 1868)